# Adonisea verna
Adonisea verna är en fjärilsart som beskrevs av David F. Hardwick 1983. Adonisea verna ingår i släktet Adonisea och familjen nattflyn. Inga underarter finns listade i Catalogue of Life.